# Taenioides eruptionis
Taenioides eruptionis är en fiskart som först beskrevs av Bleeker, 1849.  Taenioides eruptionis ingår i släktet Taenioides och familjen smörbultsfiskar. Inga underarter finns listade i Catalogue of Life.